# 陳騏
陳騏（1426年—？），字夢祥，號益菴，廣東廣州府南海縣人，明朝政治人物。進士出身。

## 生平
廣東鄉試第十九名。天順元年（1457年）丁丑科會試第七十五名，殿試登進士第三甲第一百二十五名。授大理寺評事，晉左寺副，外派為江西僉事，後遷雲南副使。

## 家族
曾祖父陳惟善。祖父陳志全。父亲陳禮，曾任醫學訓術，陳騏亦懂醫術，曾以藥救活八百多人。。